# Carl Lundbye

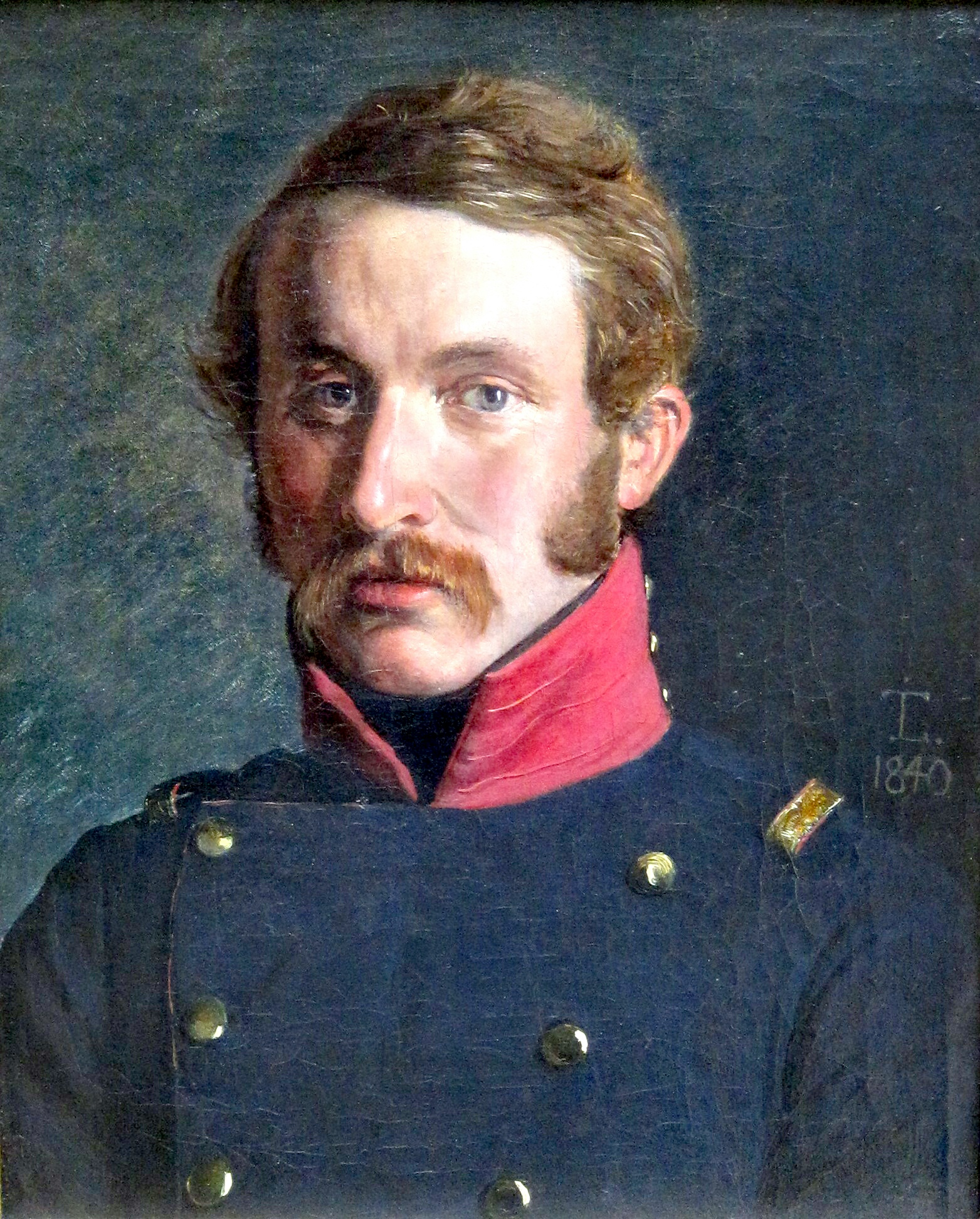
Carl Lundbye

Carl Christian Lundbye, genannt Carl bzw. C. C. (* 25. April 1812 in Brundby auf der Insel Samsø; † 1. Januar 1873 in Frederiksberg, Kopenhagen) war ein dänischer Artillerieoffizier und Kriegsminister.

## Leben
Lundbye war der älteste von sieben Brüdern; einer der Brüder war der Maler Johan Thomas Lundbye (1818–1848). Er wurde 1844 Hauptmann, 1847 mit dem Orden „Ritter des Dannebrog“ ausgezeichnet, 1854 Major, 1857 Kommandeur des Dannebrogordens, 1858 Oberst im Generalstab und 1860 Stabschef der Artillerie. In den Jahren von 1856 bis 1859 und von 1863 bis 1864 war er dänischer Kriegsminister. Nach dem für Dänemark unglücklichen Ausgang der Schlacht um die Düppeler Schanzen musste er seinen Abschied nehmen und zog sich in das Privatleben zurück. Ihm wurde die politische Verantwortung gegeben, dass das dänische Heer nicht auf einen möglichen Krieg vorbereitet war. Zudem gab es Auseinandersetzungen mit den Generälen Christian Julius de Meza und Georg Daniel Gerlach, die deren Handlungsfreiheit einschränkten. Auch gab es Streit mit dem dänischen Regierungschef Ditlev Gothard Monrad (Regierung vom Dezember 1863 bis Juli 1864).
Lundbyes erste Frau, seine Cousine Louise Lundbye (* 1818), starb 1845. 1849 heiratete er Emilie Cathrine Bjerre (1825–1924); die Tochter Agnete Lundbye (1856–1927) war mit Hans Broch Broge (1852–1921) verheiratet.

## Auszeichnungen
- 1847: Ritterkreuz des Dannebrogordens
- 1854: Dannebrogsmændenes hæderstegn
- 1857: Komtur des Dannebrogordens